# Lygdamis japonicus
Lygdamis japonicus är en ringmaskart som beskrevs av Nishi och Kirtley 1999. Lygdamis japonicus ingår i släktet Lygdamis och familjen Sabellariidae. Inga underarter finns listade i Catalogue of Life.